# Alfonso Fernández de la Cerda
Alfonso Fernández de la Cerda (Afonso Fernandes de Lacerda en portugués), nacido alrededor de 1317, vivió en el transcurso del siglo XIV. Fue el primer señor de Almizón, en Castilla y León, y el primer señor de Sardoal, Golegã, Borralha, Punhete, Almendra, Sobreira Formosa y la mitad de Amêndoa, en Portugal por merced del rey Fernando I de Portugal. Era hijo de Fernando Alfonso de la Cerda (Morella (c. 1286–después de 1340), casado con Elvira de Ayala, de ascendencia desconocida, e hijo de Alfonso de la Cerda, llamado el Desheredado de quien se tienen noticias en 1334 y 1340.

## Biografía
Pasó a Portugal en 1369 como partidario de Pedro I el Cruel, que lo hizo I señor de Almizón, en Castilla y León, en la guerra contra su hermano Enrique, conde de Trastámara y futuro Enrique II de Castilla. En el mismo año, a la muerte de aquel soberano, apoyó la causa de Fernando I de Portugal, en sus pretensiones al trono castellano. El rey portugués lo recompensó y le donó en ese mismo año los señoríos de las villas de Sardoal, Golegã, Borralha y Punhete y el 3 de mayo de 1372 el señorío de todas las jurisdicciones de la mitad de Amêndoa. Le donó también Almendra y Sobreira Formosa.

## Matrimonio y descendencia
Se casó en Portugal con Leonor de Meneses, de ascendencia desconocida.
De esta unión nacieron:
- Juan Alfonso de la Cerda y Meneses (c. 1347-después de 1393), casado con María Álvarez de Albornoz, señora de Villoria, hija de Álvar Díaz de Albornoz, V señor de Albornoz, y de Teresa Rodríguez.[1] Fue ricohombre en Portugal aunque después regresó a Castilla. Se le documenta en 1383, 1387 y 1393.[1]

- Alfonso de la Cerda (n. c. 1349-¿?), quien casó en Córdoba con Mayor Martínez de Sousa (Mor Martins de Sousa en portugués), señora de la Vega de Armijo, viuda de Juan Martínez del Alcázar, III señor de las Albolafias, hija heredera de Juan Martínez de Sousa, señor de la Vega de Armijo y alcalde mayor de Córdoba, y de Inés Guillén de Casaus (o de las Casas).[1][2] De esta unión nacieron dos hijas: Leonor de la Cerda, quién heredó el señorío y contrajo matrimonio con Luis Messía, y Elvira de la Cerda, casada con Martín de Angulo.[1]